# Molly Ephraim

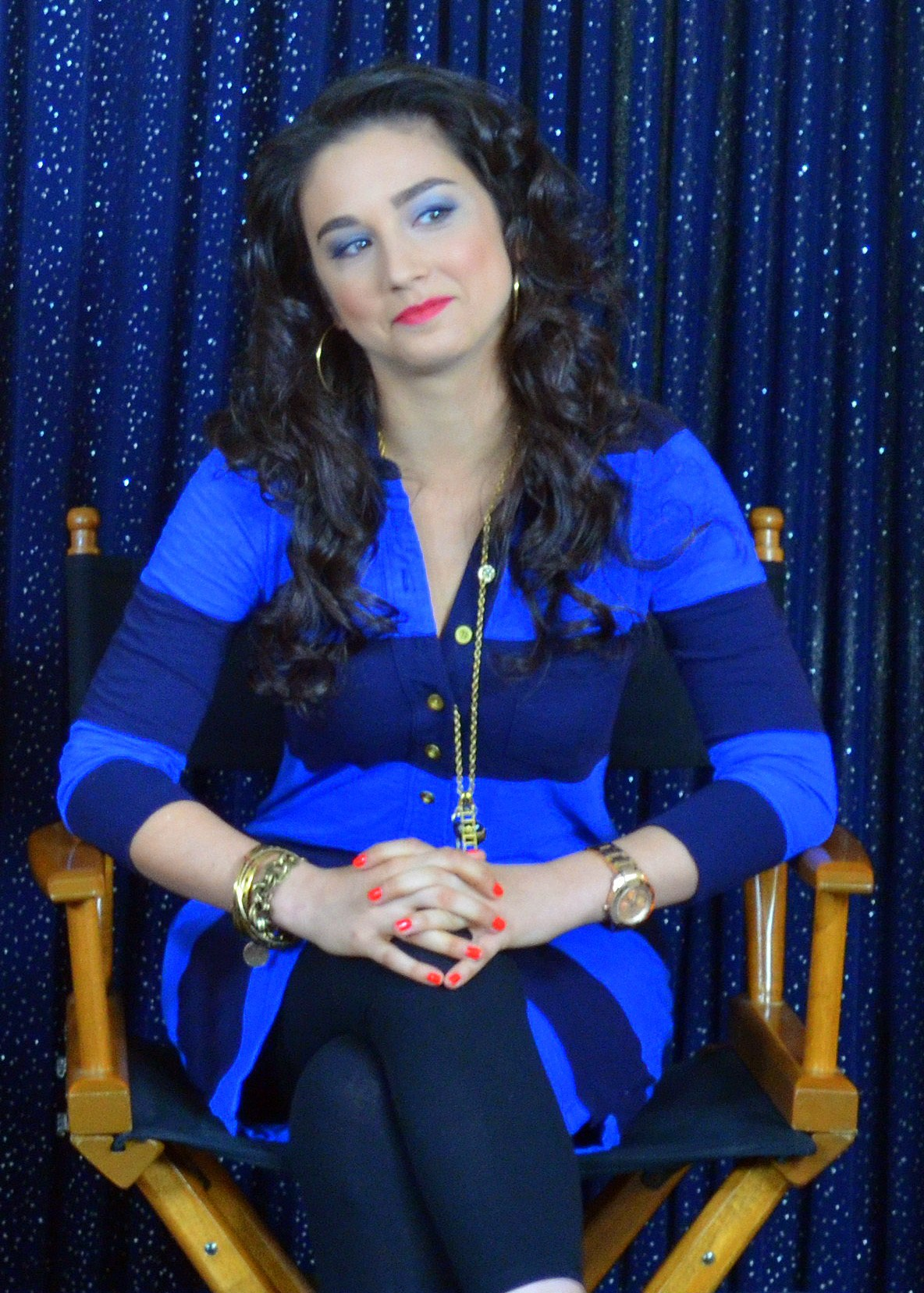
Molly Ephraim (2012)

Molly Ephraim (* 22. Mai 1986 in Philadelphia, Pennsylvania) ist eine US-amerikanische Schauspielerin.

## Karriere
Ephraim spielte seit ihrer Kindheit Theater. Ab 2002 war sie am Broadway zu erleben. Sie spielte bei den Musicals Into the Woods und 2004 bei Anatevka mit. Auch war sie am Off-Broadway aktiv. Parallel studierte sie in Princeton und machte 2008 in Religion ihren Bachelor of Arts. In jenem Jahr war sie als Wendy Greenhut in College Road Trip zu sehen. 2010 und 2014 verkörperte sie Ali in den beiden Horrorfilmen Paranormal Activity 2 und Paranormal Activity: Die Gezeichneten. Von 2011 bis 2017 spielte sie Mandy Baxter in der Fernsehserie Last Man Standing.

## Filmografie (Auswahl)
- 2008: College Road Trip
- 2008: Law & Order (Fernsehserie, Folge 18x10)
- 2009: Royal Pains (Fernsehserie, Folge 1x09)
- 2010: Paranormal Activity 2
- 2011–2017: Last Man Standing (Fernsehserie, 129 Folgen)
- 2014: Paranormal Activity: Die Gezeichneten (Paranormal Activity: The Marked Ones)
- 2017: Brockmire (Fernsehserie, 5 Folgen)
- 2017: Halt and Catch Fire (Fernsehserie, 5 Folgen)
- 2018: Casual (Fernsehserie, 3 Folgen)
- 2018: Der Spitzenkandidat (The Front Runner)
- 2019: The Act (Fernsehserie, Folge 1x08)
- 2019: Modern Family (Fernsehserie, Folge 11x02)
- 2020, 2023: Perry Mason (Fernsehserie, 9 Folgen)
- 2021: Pretty Smart (Fernsehserie, Folge 1x03)
- 2022: Eine Klasse für sich (A League of Their Own, Fernsehserie, 8 Folgen)